# Karl Ludwig Schreiber
Karl Ludwig Schreiber (* 25. November 1910 in Hanau; † April 1961 in Berlin-Charlottenburg) war ein deutscher Schauspieler.

## Leben
Nach der Oberrealschule machte er sein Abitur und studierte Theaterwissenschaften an der Universität Berlin. Er nahm Schauspielunterricht bei Ilka Grüning und debütierte am Theater von St. Gallen. Anschließend war er auf Bühnen in Leipzig und Berlin als jugendlicher Liebhaber zu sehen.
1933 erhielt er auf Anhieb die Titelrolle in Erich Waschnecks Abel mit der Mundharmonika. Nach einigen weiteren bedeutenden Rollen wurde er in den folgenden Jahren nur noch selten besetzt. Von 1940 bis 1943 war er zum Kriegsdienst eingezogen, danach trat er an den Berliner Künstlerbühnen auf. Schreiber stand 1944 in der Gottbegnadeten-Liste des Reichsministeriums für Volksaufklärung und Propaganda.
Nach Kriegsende agierte er bis 1949 am Hebbel-Theater und an der Komödie. Als Komparse wirkte Schreiber noch in einigen Filmen mit, sein Hauptbetätigungsfeld war nun das eines Hörspielsprechers. Er schied freiwillig aus dem Leben.

## Filmografie
- 1933: Abel mit der Mundharmonika
- 1934: Es tut sich was um Mitternacht
- 1935: Lady Windermeres Fächer
- 1936: Moral
- 1936: Schabernack
- 1939: Irrtum des Herzens
- 1940: Fahrt ins Leben
- 1944/48: Eine alltägliche Geschichte
- 1944/48: Das kleine Hofkonzert
- 1951: Torreani
- 1953: Das tanzende Herz
- 1954: Rittmeister Wronski
- 1956: Beichtgeheimnis
- 1956: Ein Mädchen aus Flandern